# The Great Burrito Extortion Case
The Great Burrito Extortion Case är poppunkbandet Bowling for Soups sjätte studioalbum, utgivet 2006.

## Låtlista
1. "Epiphany" - 4:09
2. "High School Never Ends" - 3:28
3. "Val Kilmer" - 3:31
4. "I'm Gay" - 3:26
5. "Why Don't I Miss You" - 3:48
6. "A Friendly Goodbye" - 3:27
7. "Luckiest Loser" - 3:47
8. "Love Sick Stomach Ache (Sugar Coated Accident)" - 4:06
9. "Much More Beautiful Person" - 3:24
10. "Friends Like You" - 2:27
11. "When We Die" - 4:11
12. "99 Biker Friends" - 3:14
13. "Don't Let It Be Love" - 3:24
14. "If You Come Back to Me" - 5:52